# Bruno Luverà
Bruno Luverà (Roma, 18 aprile 1960) è un giornalista italiano, inviato, giornalista parlamentare, dal dicembre 2018 vicedirettore del Tg1, dall'agosto 2023 vicedirettore degli Approfondimenti Rai.

## Biografia
La sua esperienza professionale è cominciata a Radio Radicale, nel 1982. Dal 1983 al 1989 è vicedirettore della stessa Radio Radicale.
Nel 1989 si trasferisce a Bolzano, al quotidiano Il Mattino dell'Alto Adige. Nel novembre del 1989 è inviato a Berlino in occasione della caduta del muro. Collabora con L'Espresso e il Corriere della Sera.
Dal gennaio 1993 è giornalista della Rai, sino al 1995 alla sede Rai di Bolzano. 
Dal 1995 al 1999 è stato giornalista parlamentare del Giornale Radio Rai. Dal gennaio 1999 al dicembre 2018 nella redazione politica del TG1. Si alterna con Marco Frittella, come notista politico dell'edizione delle 13:30 e delle 20:00 del Tg1.
Nel 2002 è vincitore del premio giornalistico Saint Vincent, con il servizio televisivo sul G8 di Genova.
È stato dirigente sindacale dal 2003 al 2005 nella segreteria nazionale dell'Usigrai.
Dal 2010 cura la rubrica dei libri del Tg1 Billy e la relativa pagina Facebook Billy il vizio di leggere.
Libero docente di giornalismo all'Università IULM di Milano, collabora con la facoltà di Sociologia dell'Università di Urbino al corso di "Comunicazione politica e opinione pubblica", diretto dal professor Ilvo Diamanti.
È autore di saggi.

## Pubblicazioni
- Oltre il confine. Regionalismo europeo e nuovi nazionalismi in Trentino-Alto Adige (1996) (Il Mulino)
- I confini dell'odio. Il nazionalismo etnico e la nuova destra europea (1999) (Editori Riuniti)
- Il Dottor H. Haider e la nuova destra europea (2000)(Einaudi)
- La trappola. Controinchiesta sui fatti di Genova e sul movimento globale (2002) (Editori Riuniti)
- "Raus. Fumetto sporco" (2022)(ComicOut)